# Hipótese transpacífica
A hipótese mais utilizada, e mais aceita pela comunidade científica, sobre migração para o continente americano é a Hipótese Asiática. Paul Rivet, defensor da Hipótese Transpacífica, aceitava essa hipótese, mas ele também acreditava que havia tido outras migrações, anteriores à Cultura Clóvis. Escavações e pesquisas mais detalhadas em sítios arqueológicos na América do Sul revelaram que existia uma Cultura Pré-Clóvis. Se de fato os primeiros americanos tivessem adentrado o continente pelo Alasca e seguido em direção ao resto do continente, em forma de dispersão, isso teria algumas complicações, primeiro a parede de gelo que ainda estava entre os continentes, o corredor de gelo só iria se abrir aproximadamente a 12.600 mil anos atrás, datas que permitem as datações da Cultura Clóvis, mas não explicariam as datações do Sítio Monte Verde, localizado ao sul de Santiago, com datações entre 14.500 e 18.500 anos atrás. Essa rápida dispersão pelo continente foi o primeiro passo para novas hipóteses, principalmente hipóteses que defendem mais de uma migração, surgissem.

## Luzia
As descobertas de artefatos da cultura Clóvis (cerca de 12.000 anos) por muito tempo reforçou a hipótese de povoamento da América pelo estreito de Bering. No entanto, escavações realizadas na América do Sul mostraram que o homem havia pisado em território americano há mais tempo do que os pesquisadores haviam indicado. Dessa forma, uma nova hipótese surgiu: a Hipótese Transpacífica.
Já nos anos de 1970, foi descoberto um esqueleto humano, com cerca de 12.500 a 13.000 anos, no sítio arqueológico Lapa Vermelha, situado na região de Lagoa Santa, no estado de Minas Gerais. O fóssil humano era de uma mulher com idade entre 20 e 24 anos que foi formalmente denominada de “Lapa Vermelha IV Hominídeo 1”, mas conhecida popularmente como “Luzia”, apelido dado ao esqueleto pelo pesquisador Walter Neves da Universidade de São Paulo (USP). Em 1996, a face de Luzia foi reconstruída por um antropólogo britânico chamado Richard Neave. Tal feito fortaleceu a hipótese transpacífica, já que os traços faciais de Luzia eram semelhantes ao de africanos e aborígenes australianos.

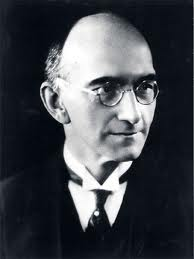
Imagem de Paul Rivet. Wikipédia

## Paul Rivet
Paul Rivet nasceu em 1876 em Wasigny, França. Se formou em medicina, porém foi em uma missão no Equador que se interessou pela antropologia e a população americana, resultando anos depois na elaboração de sua hipótese e publicação de seu primeiro livro Etnographie ancienne de l'Équateur (1912-1922).
O antropólogo francês, reuniu dados geológicos, etnológicos e linguísticos para explicar sua hipótese de correntes migratórias que partiam da Oceania para o continente americano. Suas principais obras são: The Origins of American Man (1943), Sumérien et Océanien (1929) e Le Royaume d'Arda et son évangélisation au XVIIe siècle (1929).

## Argumentos para defesa da Hipótese
Paul Rivet usava como argumento para sua hipótese de migração pelas águas do Pacífico a antropologia física, ou seja, semelhança óssea entre os americanos do Sul e os povos que viviam no Pacífico. Outro argumento é a questão etnográfica, semelhança entre alguns rituais dos povos polinésios e algumas tribos sul-americanas. Já o último argumento é no quesito linguístico, as semelhanças linguísticas entre palavras melanésias e da tribo Hoka, na América do Norte. Esses três argumentos são a base da hipótese. Como o etnólogo não negava a principal hipótese de povoamento (entrada pela Beríngia) suas ideias não eram rebatidas, mas pesquisadores questionavam como seriam as embarcações e como elas aguentariam tamanha viagem pelo oceano.

## Conclusão
A hipótese de povoamento pela costa pacífica respondeu melhor a questão sobre esses sítios sul-americanos com datações mais antigas que a Cultura Clóvis. A hipótese do Paul Rivet teve – e tem – muita importância para se entender essas datações tão antigas na América do Sul. Podemos ver em outras pesquisas, como a de Walter Neves e do geógrafo Luís Beethoven Piló, mas mesmo sugerindo que uma onda migratória, que continha uma população com traços parecidos com o dos africanos e aborígenes australianos, ele ainda usa o estreito de Bering como passagem há 14 mil anos. Atualmente, essa hipótese está presente nos livros didáticos incrementando o debate sobre o povoamento do continente americano.